# اشكذر
اشكذر (بالفارسية: اشکذر) هي مركز مدينة في محافظة يزد في إيران. يقدر عدد سكانها بـ 13,800 نسمة .